# Soico TV
Soico Televisão (STV) ist ein privater mosambikanischer Fernsehsender. STV wurde im Jahr 2002 gegründet und strahlt ein 24-stündiges Programm aus. Derzeit deckt STV (Sociedade Independente de Comunicação) die Provinzen Maputo-Stadt, Provinz Maputo, Gaza, Inhambane, Sofala, Manica, Tete, Zambezia und Nampula ab. Nach Angaben des Senders hat er die höchsten TV-Einschaltquoten im Land.
Seit dem 11. Februar 2010 ist die portugiesische Mediengruppe Ongoing Media, die auch an TV-Projekten in Brasilien und Angola beteiligt ist, Partner der Soico Media Group. Von derselben Gruppe werden auch die Tageszeitung O País sowie verschiedene Zeitschriften herausgebracht. Soico betreibt ebenso den Radiosender SFM.

## Quelle
- Webseite des Senders (portugiesisch)
- Aktuelle Statistik der TV-Zuschauerzahlen in Mosambik, Mai 2010